# Viktor Juščenko
Viktor Andrijovyč Juščenko (ukrajinsky:  Віктор Андрійович Ющенко, * 23. února 1954 Choruživka, Sumská oblast) je ukrajinský politik, vůdčí osobnost bloku Naše Ukrajina (Наша Україна). V období 22. prosince 1999 – 29. května 2001 působil jako premiér Ukrajiny, v období 23. ledna 2005 – 25. února 2010 jako prezident Ukrajiny.

## Vzdělání a ekonomická kariéra
Studoval na Finančním a ekonomickém institutu v Ternopilu obor účetnictví. Pracoval jako zástupce hlavního účetního v kolchoze nedaleko města Ivano-Frankivsk, později jako ředitel jednoho oddělení Státní banky SSSR a ředitel Zemědělsko-průmyslové banky v Kyjevě.
V roce 1993 se stal guvernérem Národní banky Ukrajiny. V této funkci stabilizoval ukrajinský finanční trh, v roce 1996 zavedl novou měnu – ukrajinskou hřivnu – a zavedl přísnou monetární politiku. Za jeho éry byla Národní banka Ukrajiny obviněna Mezinárodním měnovým fondem (MMF) ze zneužití půjček MMF ke zkreslovaní úvěrového postavení Ukrajiny. To mělo umožnit některým politikům (nikoli osobně Juščenkovi) osobní obohacení. Toto obvinění potvrdil i audit společnosti Price-Waterhouse.

## Premiérem
V roce 1999 byl prezidentem Leonidem Kučmou jmenován premiérem Ukrajiny. Podle mnoha analytiků s ním v té době Kučma počítal jako se svým nástupcem ve funkci prezidenta. Za jeho vlády zaznamenala Ukrajina ekonomické pokroky, ačkoli kritici namítají, že to nebylo zásluhou kroků jeho vlády, ale celkovou ekonomickou situací.
V roce 2001 ztratil v parlamentu většinu (vytvořila se proti němu koalice komunistů a vlivné těžařské lobby). V lednu 2002 se stal předsedou středo-pravicové koalice Naše Ukrajina, která v březnu 2002 vyhrála volby do parlamentu, ovšem nepodařilo se jí najít koaličního partnera pro vytvoření vlády.

## Prezidentské volby 2004 a Oranžová revoluce

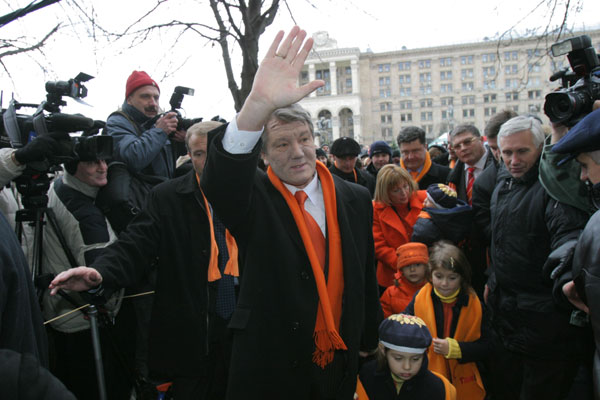
Viktor Juščenko během protestů proti zfalšování výsledků voleb v Kyjevě (listopad 2004)

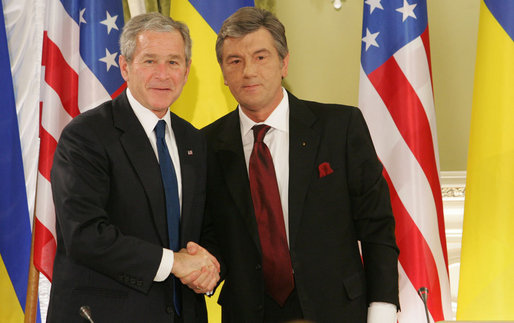
Viktor Juščenko s Georgem Bushem (2008)

V roce 2004 kandidoval na prezidenta za opoziční blok Naše Ukrajina, když na začátku září záhadně onemocněl a objevily se dohady, že byl otráven stoupenci provládního kandidáta na prezidenta Viktora Janukovyče. Otrava dioxiny byla prokázaná rakouskými lékaři a od té doby má Juščenko zohyzděnou tvář (chlorakné). Přesto podle ukrajinské prokuratury[zdroj?] Juščenko onemocněl „herpetickou infekcí“[zdroj?] a údajně mařil vyšetřování svého případu, protože odmítl předat svůj lékařský spis ukrajinským či rakouským úřadům (v Rakousku byl hospitalizován).[zdroj?]
V prvním kole nakonec po dlouhém zdržování Ústřední volební komise v zákonně nejzazším termínu oznámila, že Viktor Juščenko kolo vyhrál s 39,87 % hlasů, kdežto jeho protivník Viktor Janukovyč dostal 39,32 %. V druhém kole v listopadu 2004 přiznávaly oficiální výsledky Juščenkovi 46,61 % hlasů, zatímco Janukovyčovi 49,46 %. Výsledky však byly zpochybněny a statisíce Ukrajinců vyrazily demonstrovat do ulic. Vypukla tak tzv. Oranžová revoluce. Nejvyšší soud Ukrajiny nakonec uznal volby za zfalšované a přikázal opakování 2. kola, v němž Juščenko zvítězil s 52 % hlasů nad Janukovyčem s 44,2 % hlasů. 23. ledna 2005 se tak Juščenko stal třetím prezidentem nezávislé Ukrajiny.

## Prezidentem

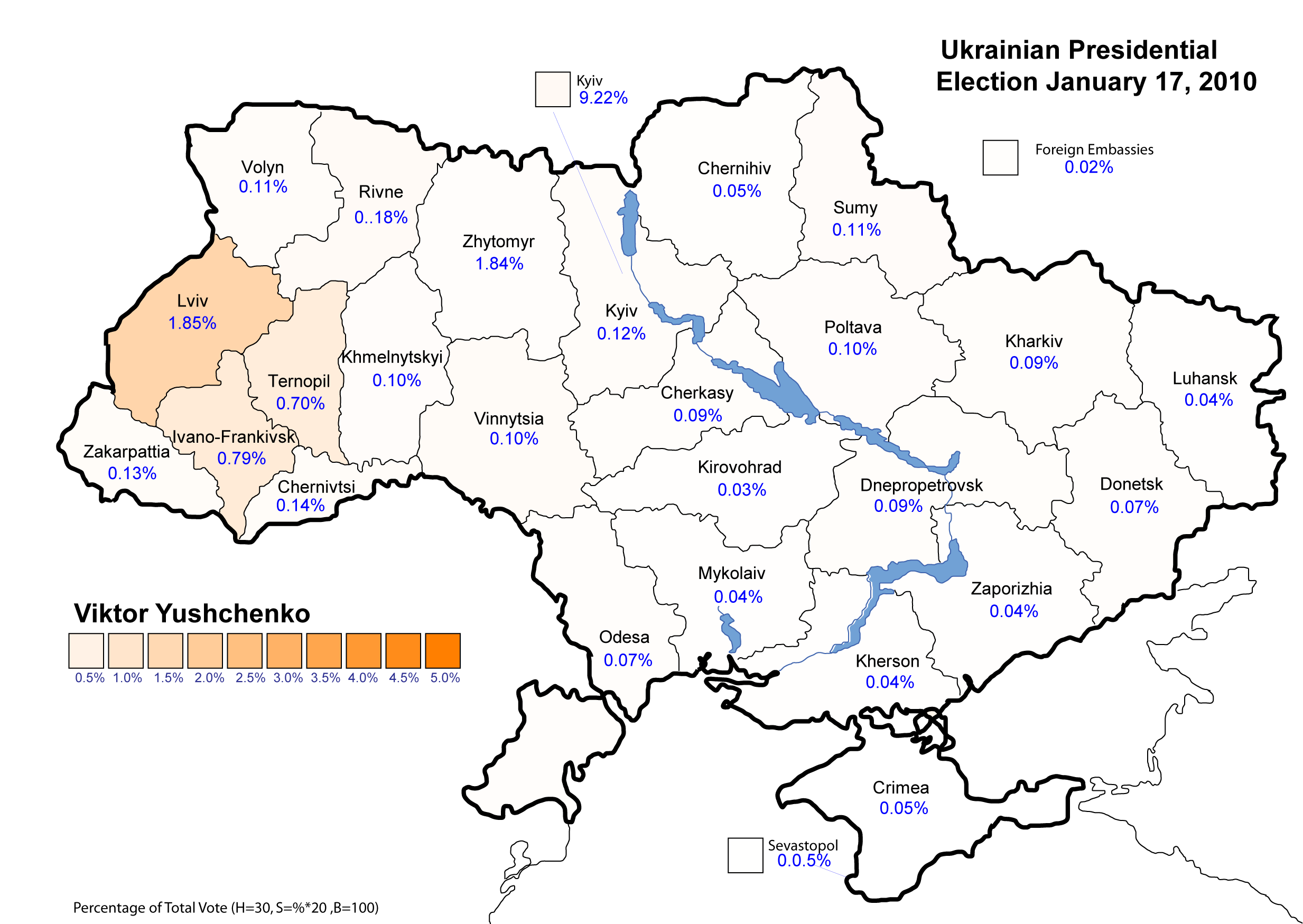
Procenta volebních hlasů, která Juščenko získal v prezidentských volbách 2010.

Juščenko změnil směr ukrajinské politiky k větší otevřenosti vůči Evropě (byla např. zrušena vízová povinnost pro občany států Evropské unie); v domácí politice nebyl příliš úspěšný, zejména ve věci korupce. Preference strany Naše Ukrajina tak klesly na 14,15 % v parlamentních volbách 2007.
V dalších letech Juščenkova popularita vytrvale slábla; v současnosti má širší podporu jen u nacionalisticky laděných obyvatel Haliče. V prezidentských volbách 2010 získal Juščenko jen 5,45 % hlasů a vypadl tak již v prvním kole. Juščenko vyznamenal in memoriam některé členy Organizace ukrajinských nacionalistů včetně Stepana Bandery Řádem hrdinů Ukrajiny, přestože tito jsou spojeni s masakry civilního obyvatelstva během 2. světové války.

## Vyznamenání
- Philadelphia Liberty Medal – USA, 2005[5]
- rytíř Řádu bílé orlice – Polsko, 11. dubna 2005[6]
- velkokříž s řetězem Řádu bílé růže – Francie, 2006[7]
- velkokříž Řádu tří hvězd – Lotyšsko, 24. dubna 2006[8]
- velkokříž Řádu Vitolda Velikého se zlatým řetězem – Litva, 13. listopadu 2006[9]
- Velký řád krále Tomislava – Chorvatsko, 6. června 2007[10]
- velkokříž s řetězem Záslužného řádu Maďarské republiky – Maďarsko, 2008[11]
- rytíř Řádu Serafínů – Švédsko, 2008[12]
- Řád Ismálía Sámáního I. třídy – Tádžikistán, 2008[13]
- Řád Hejdara Alijeva – Ázerbájdžán, 21. května 2008[14][15]
- Národní řád za zásluhy – Malta, 9. července 2008[16]
- velkokříž s řetězem Řádu Jižního kříže – Brazílie, 2009[17]
- Řád zlatého rouna – Gruzie, 2009
- velkokříž Řádu znovuzrozeného Polska – Polsko, 2009[18]
- Vítězný řád svatého Jiří – Gruzie, 19. listopadu 2009[19]
- Prezidentský řád znamenitosti – Gruzie, 2011[19]